# رینیااوی‌نپ
رینیااوی‌نپ (به مجاری:  Rinyaújnép) یک منطقهٔ مسکونی در مجارستان است که در ناحیه بارچ واقع شده‌است. رینیااوی‌نپ ۸٫۲۸ کیلومتر مربع مساحت و ۵۵ نفر جمعیت دارد.